# Klaus-Michael Bonsack
Klaus-Michael Bonsack, född 26 december 1941 i Waltershausen, Thüringen, död 5 mars 2023 i Innsbruck, Österrike, var en tysk rodelåkare som tävlade för Östtyskland och vid de olympiska vinterspelen 1964 för det gemensamma tyska laget.
Bonsacks största meriter är en silvermedalj i singeltävlingen vid vinterspelen 1964 i Innsbruck, en guldmedalj i dubbeltävlingen (tillsammans med Thomas Köhler) samt en bronsmedalj vid vinterspelen 1968 i Grenoble och en bronsmedalj i dubbeltävlingen (tillsammans med Wolfram Fiedler) vid vinterspelen 1972 i Sapporo. Vid öppningsceremonin 1972 var han dessutom flaggbärare för det östtyska laget. Vid olika världsmästerskapen mellan 1963 och 1969 vann Bonsack fem medaljer.
Efter idrottskarriären var han aktiv vid ett forskningscentrum som var ansluten till det östtyska rodel- och bobförbundet. Klaus-Michael Bonsack blev direkt efter Tysklands återförening tränare för Österrikes rodelförbund. Bland hans elever fann systrarna Doris Neuner och Angelika Neuner.